# After-sun
Aftersun, o After-sun, es una patente con marca registrada de Laboratorios Genesse SL., usada en productos del cuidado personal, incluyendo cremas y lociones para la piel. Está inscrita en el Registro español de patentes y marcas desde 1961.
After-sun es un producto de la categoría postsolar, y según su posología, se debería aplicar tras la exposición solar para hidratar la piel, calmarla y posiblemente repararla de los daños causados por la radiación solar. Al igual que una crema hidratante, su función es hidratar, pero los productos postsolares ayudan también a recuperar el daño celular, aliviando la piel y previniendo los signos del envejecimiento prematuro, y en determinados casos ayudan a mantener el bronceado.
En el mercado es posible encontrar postsolares en diferentes texturas como leches, lociones, cremas, geles, sprays, etc.